# UGM-93A Trident I C-4
UGM-93A Trident I C-4 – amerykański rakietowy pocisk balistyczny klasy SLBM opracowany i używany jako tymczasowe uzbrojenie balistyczne okrętów podwodnych typu Trident/Ohio oraz typach serii 41 for Freedom. Trident I był bezpośrednim następcą i rozwinięciem pocisku UGM-73 Poseidon opracowanym w zakładach Lockheed Martin Space Systems.